# Iraiyanar Agapporul

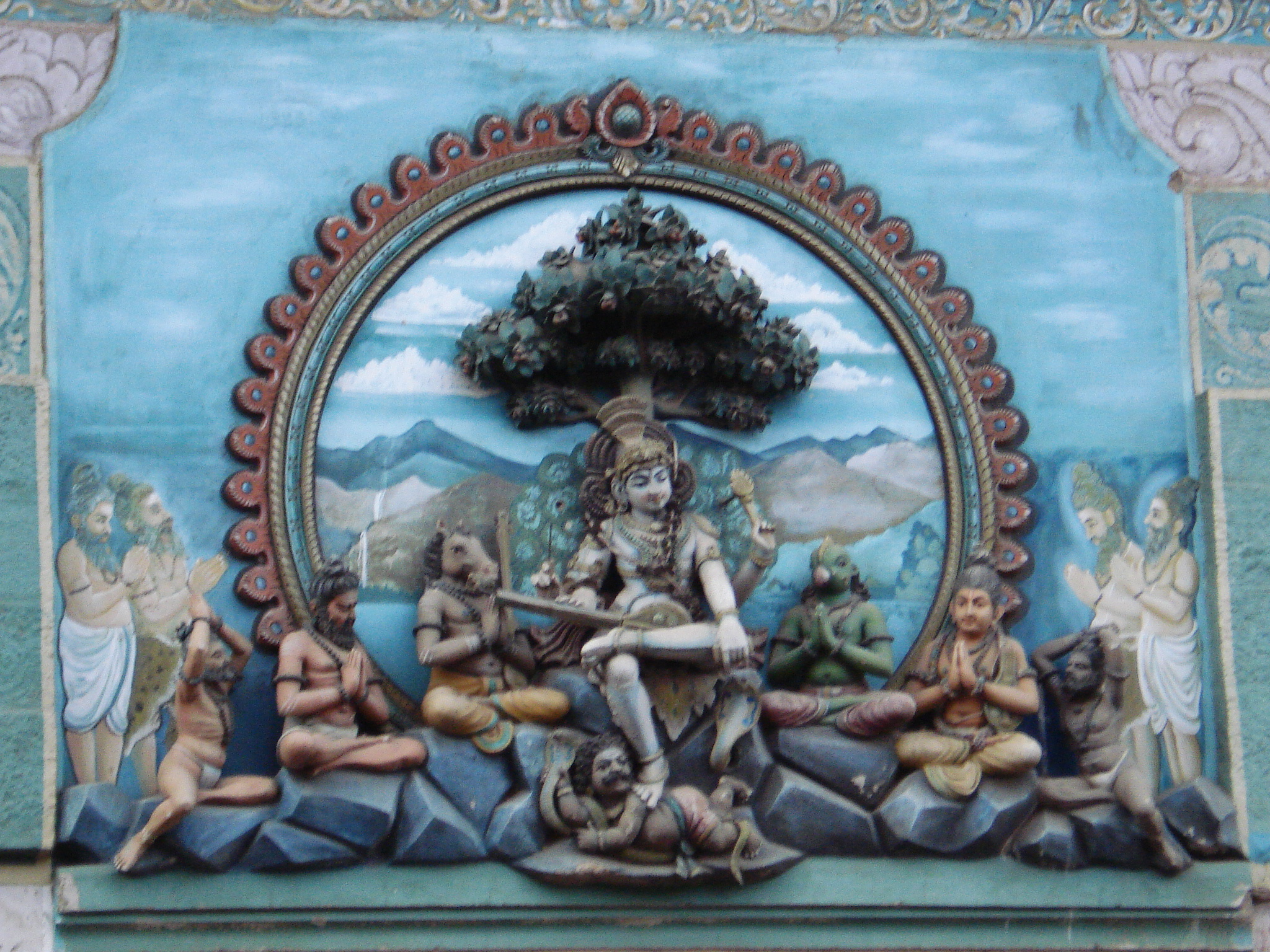
Selon les légendes tamoules, les soixante versets qui forment le cœur de l’Iraiyanar Agapporul furent découverts sous l'autel de Shiva à Madurai.

L’Iraiyaṉār Akapporuḷ, ou Kaḷaviyal eṉṟa Iraiyaṉār Akapporuḷ, littéralement « Traité d'Iraiyanar sur le thème de l'amour, appelé L'Étude de l'amour volé » (tamoul : களவியல் என்ற இறையனார் அகப்பொருள்) est une œuvre sur la poésie tamoule datant du début du Moyen Âge et consacrée essentiellement aux conventions littéraires associées avec la tradition akam (en) des poèmes d'amour tamouls. La date de l’œuvre est incertaine, mais on pense en général qu'elle a été composée entre le Ve siècle et le VIIIe siècle.
L'Akapporul est un ensemble de soixante nūṟpās – de concises épigrammes écrites en vers qui codifient des règles – attribués au légendaire poète Iraiyanar (en). Ce texte est accompagné d'un long traité en prose sur la poésie akam attribué à Nakkiraṉār (en). Ce traité est structuré comme un commentaire des nūṟpās mais s'étend significativement au-delà et introduit des idées nouvelles. L'ensemble de l'œuvre occupe une place importante dans l'histoire de la littérature tamoule pour plusieurs raisons. Son argument poétique, et en particulier son traitement par Nakkiraṉār, qui considère les épisodes amoureux traditionnels comme les scènes successives d'un drame en train de se nouer, a eu une très grande influence sur le développement de la poésie amoureuse tamoule et de sa poétique durant les périodes médiévales et pré-coloniales. Le traité de Nakkiraṉār est aussi la première œuvre tamoule majeure écrite entièrement en prose et le premier commentaire érudit en tamoul : à ce titre, il a façonné stylistiquement le développement des traditions de la prose et du commentaire tamouls. Et pour finir, cette œuvre contient aussi la plus ancienne mention de la légende des académies Sangam, qui a joué un rôle important dans la conscience tamoule moderne.

## Composition
L’Iraiyaṉār Akapporuḷ est une œuvre composite, formée de trois textes d'auteurs différents. Il comporte 60 versets (appelés nūṟpās), un long commentaire en prose sur les nūṟpās et un ensemble de poèmes intégrés à ce commentaire, le Pāṇṭikkōvai.

### Les nūṟpās
L’Iraiyanar Akapporul d'origine consiste en soixante versets brefs appelés nūṟpās, dont le total fait 149 lignes. Ces versets présentent un certain nombre de similitudes avec le poruḷatikāram du Tolkāppiyam – un manuel plus ancien de grammaire, poésie et prose tamoules – aussi bien en termes de vocabulaire que des concepts dont il traite. Takahashi suggère que cette œuvre a été composée à l'origine comme un manuel pour écrire de la poésie amoureuse en accord avec les conventions de la tradition akam. Selon lui, l'intention derrière sa composition était de fournir quelque chose de plus accessibles et plus utile aux poètes que les ouvrages théoriques existants comme le poruḷatikāram.
L'auteur de ces soixante versets est inconnu. Le commentaire de Nakkiraṉār (en) indique qu'ils ont été découverts gravés sur trois plaques de cuivres sous l'autel de Shiva à Madurai, à l'époque du roi Ukkiraperuvaluti (en) de la dynastie Pandya, roi qui est aussi mentionné dans l’Akananuru (en) comme étant celui qui a ordonné leur compilation. Nakkiraṉār déclare que leur auteur était Shiva lui-même, « le seigneur à la teinte de flamme d'Alavayil à Madurai ». Des sources plus tardives, comme le commentaire d'Ilampuranar sur le Tolkāppiyam, nomment l'auteur des soixante nūṟpās « Iraiyanar », ce qui signifie littéralement « seigneur », mais est aussi un nom commun de Shiva. À part cette légende, il n'y a aucune tradition ni preuve concrète de l'identité de leur auteur humain. Zvelebil (en) et Marr suggèrent que cet auteur était un poète ou un grammairien, peut-être nommé Iraiyanar, et que son texte avait probablement été rangé dans le temple de Madurai, sous l'autel de Shiva où il fut redécouvert à l'époque d'Ukkiraperuvaluti. Un poème du Kuṟuntokai (en), l'une des huit anthologies sangam, est aussi attribué à Iraiyanar, et Marr poursuit en suggérant que l'auteur des nūṟpās est peut-être la même personne.
Les nūṟpās sont aussi difficiles à dater. Le commentaire indique qu'ils ont été composés durant la période Sangam, mais le consensus scientifique est qu'ils sont postérieurs. Takahashi et Zvelebil les situent entre le Ve et le VIe siècle, dans la mesure où leur relation au poruḷatikāram suggère qu'ils ont été composés quelques générations après la fin de la rédaction de celui-ci, qu'ils datent des IVe – Ve siècle. Marr considère que les similitudes entre les nūṟpās et le poruḷatikāram indiquent qu'ils sont grossièrement contemporains et s'inspirent d'un même ensemble d'idées et de définitions sur la poésie.

### Commentaire de Nakkīraṉãr
Le second élément de l'œuvre est le traité de Nakkīraṉãr (en) sur la poésie amoureuse. Bien que structuré comme un commentaire, il est considéré par les scientifiques actuels comme une œuvre d'érudition en soi. Il est plusieurs fois plus long que les nūṟpās, dépassant deux cent pages en tamoul. Il est écrit dans le style des conversations qu'on pourrait entendre dans une académie littéraire, et riche en procédés rhétoriques. Nakkīraṉãr expose à plusieurs reprises des questions et des objections, auxquelles il apporte des réponses et des réfutations adressées directement au lecteur, comme si c'était celui-ci qui posait ces questions. Il utilise aussi des récits, des anecdotes et des légendes pour illustrer des points précis et puise abondamment dans le corpus de la poésie tamoule akam de l'époque pour fournir des exemples des techniques poétiques dont il discute.
Le commentaire indique que son auteur est Nakkīraṉãr, fils de Kanakkayanar. Plusieurs traditions rattachent Nakkīraṉãr à la période Sangam. Le commentaire lui-même prétend avoir été écrit durant cette période, et cite Nakkīraṉãr parmi les poètes du troisième Sangam. Des légendes plus tardives conservées dans le Thiruvilaiyadal Puranam (en) indiquent qu'il présidait le troisième Sangam et il existe des poèmes attribués à un poète du même nom. Le consensus scientifique, cependant, est que le commentaire a été écrit plusieurs siècles après la fin de la période Sangam : sa langue est significativement différente de celle de la littérature Sangam en termes de syntaxe et de vocabulaire, et il cite des vers qui utilisent un mètre absent de cette littérature, le kattalaikkalitturai. Zvelebil suggère que le Nakkīraṉãr auteur du commentaire pourrait être le même que celui du Tirumurukāṟṟuppaṭai (en).
Le commentaire indique aussi qu'il a été transmis par oral durant huit générations avant d'être mis par écrit par Nilakantanar de Musiri (en), une tradition que Zvelebil et Marr jugent crédible. Les premiers érudits, comme S. Vaiyapuri Pillai (en) (1891-1956), ont daté le commentaire d'une période aussi tardive que les Xe – XIIe siècle, du fait que leur auteur apparaît familier de l'épopée du Xe siècle du Cīvaka Cintāmaṇi (en). Les érudits actuels tendent cependant à considérer ces mentions comme des interpolations dans le texte et datent le commentaire lui-même d'une période plus proche du VIIIe siècle, en raison de sa relation avec le Pāṇṭikkōvai. Zvelebil suggère que ces interpolations pourraient être l'œuvre de Nilakantanar de Musiri, qui selon lui aurait ajouté une introduction et des citations modernes au moment de transcrire le texte.

### Le Pāṇṭikkōvai
Le troisième élément du texte est le Pāṇṭikkōvai, une œuvre contenant une série de poèmes akam (en) consacrés au roi de la dynastie Pandya du VIIe siècle Nedumaran. Le commentaire de Nakkīraṉãr (en) utilise beaucoup de vers de cette œuvre pour illustrer ses arguments sur la poétique de la poésie akam tamoule — sur les 379 citations du commentaire, seules 50 ne sont pas tirées du Pāṇṭikkōvai. On estime que le Pāṇṭikkōvai comportait 400 quatrains, dont 329 nous sont conservés dans le commentaire de Nakkīraṉãr. L'auteur du Pāṇṭikkōvai est inconnu ; cette œuvre est cependant intéressante en elle-même, car il s'agit d'une des premières écrites sous forme de « kōvai » – une série de poèmes reliés entre eux qui est devenue un des piliers de la poésie akam dans la littérature tamoule médiévale.

### Éditions et traductions modernes
Le texte de l’Akapporul est presque toujours imprimé avec le commentaire de Nakkiraṉār et les deux sont habituellement traités comme une unité. T. G. Aravamuthan (en) (1890-1970) suggère qu'Ilampuranar, auteur d'un célèbre commentaire du Tolkāppiyam aux XIe – XIIe siècle, a aussi écrit un commentaire de l’Akapporul, aujourd'hui perdu[citation nécessaire].
L’Akapporul a été transmis pendant plusieurs siècles par des manuscrits sur feuilles de palmier. La première édition imprimée a été préparée par C. W. Thamotharampillai (en) en 1883. La première édition critique, basée sur la comparaison de tous les manuscrits alors disponibles, a été préparée en 1939 par K.V. Govindaraja Mudaliyar et M.V. Venugopala Pillai. Une deuxième édition critique, prenant en compte quelques autres manuscrits venus au jour par la suite, a été publiée par la Saiva Siddhantha Works Publishing Society en 1969.
Une traduction anglaise des nūṟpās et du commentaire a été publiée par Buck et Paramasivam en 1997.  Une nouvelle traduction annotée, préparée par un groupe de scientifiques comprenant Jean-Luc Chevillard, Thomas Lehmann et Takanobu Takahashi, est prévue pour 2008.
En 2012, le Central Institute of Classical Tamil (en) de Madras a publié Ir̲aiyan̲ār Akapporuḷ : Text, Transliteration and Translations in English Verse and Prose, édité par V. Ramasamy.

## Contexte et influence

### Contexte poétique
L’Iraiyanar Agapporul contient la plus ancienne exposition complète des procédés poétiques propres à la poésie akam (en), notamment les cing  tiṇai, ou paysages Sangam, selon lesquels sont classés tous les poèmes d'amour, et les différents kuṟṟus, ou locuteurs, dont les poèmes cherchent à exprimer les émotions et les réactions. Son principal objectif n'était cependant pas d'expliquer ou de rendre plus clair la tradition akam.
À l'époque de son écriture, un nouveau type d'œuvre appelé ciṟṟilakkiyam, ou « littérature brève », faisait son apparition dans la littérature tamoule. Contrairement à la vieille tradition akam, qui se concentrait principalement sur de courts poèmes traitant d'une seule scène de la vie de deux amants, ces œuvres cherchaient à dépeindre une histoire complète. Cela n'était pas étranger à la littérature tamoule, dont les épopées (en tamoul « peruṅkāppiyam ») comme le Cilappatikaram traitent d'histoire complètes. Les œuvres de la tradition ciṟṟilakkiyam le font cependant à moins grande grande échelle, par une longue série de poèmes décrivant les épisodes successifs d'une relation amoureuse entière.

### Contexte historique et social
Cette œuvre, et en particulier le commentaire de Nakkiraṉār (en), réinterprète la tradition de la poésie tamoule akam (en) à la lumière de la tradition shivaïte de la bhakti, qui se répandait alors au Tamil Nadu à la faveur d'un mouvement de revivalisme hindou. Dans la tradition indienne, le commentaire joue un rôle important dans la réinterprétation et la remise en application
d'un texte ou d'une tradition lors de changements historiques ou sociaux. Le commentaire de Nakkiraṉār a donc joué un rôle dans la réappropriation de la tradition akam tamoule – apparemment sécularisée et associée au jaïnisme – par la tradition shivaïte tamoule. Cette réappropriation a eu un effet significatif sur la tradition tamoule de la bhakti, dont les poèmes, à partir du IXe siècle, font un usage 
intensif des conventions de la tradition akam, mais dans le contexte de l'amour dévot pour une divinité.